# ルース・ウェルティング
ルース・ウェルティング（Ruth Welting, 1948年5月1日 - 1999年12月16日）は、アメリカのソプラノ歌手。
メンフィスの生まれ。ニューヨークでダニエル・フェッロ、ローマでルイジ・リッチ、パリでジャニーヌ・レイスの各氏に声楽を学ぶ。1971年にニューヨーク・シティ・オペラでヴォルフガング・アマデウス・モーツァルトの《後宮からの誘拐》のブロンデ役でデビューを飾る。1973年にはダルースでガエターノ・ドニゼッティの《ランメルモールのルチア》の表題役を歌い、その翌年にはボストンでアンブロワーズ・トマの《ミニョン》のフィリーヌ役を演じて成功を収めた。1975年にはサンタフェでモーリス・ラヴェルの《子供と魔法》に火とナイチンゲールの役で出演した他、ジュゼッペ・ヴェルディの《ファルスタッフ》のナンネッタ役を歌った。さらに同年、ジョアキーノ・ロッシーニの《セビリアの理髪師》のロジーナ役でコヴェントガーデン王立歌劇場に初登場した。1976年にはリヒャルト・シュトラウスの《ナクソス島のアリアドネ》でツェルビネッタ役を歌ってメトロポリタン歌劇場への初出演を果たす。また、シカゴでジャック・オッフェンバックの《ホフマン物語》のオランピア役を務め、1977年にはサンフランシスコでモーツァルトの《ドン・ジョヴァンニ》のツェルリーナ役を歌って好評を博した。1978年にはダラスでヴェルディの《仮面舞踏会》のオスカル役を歌い、その翌年にはオタワでジュール・マスネの《サンドリヨン》の妖精役を歌っている。1979年からはドニゼッティの《連隊の娘》のマリー役を当たり役とし、アメリカ国内はもとよりスペインのバルセロナでも歌って評判を得た。1980年代半ばから歌唱に衰えが見られるようになり、1993年にメトロポリタン歌劇場でモーツァルトの《魔笛》の夜の女王役として出演して以降はステージから遠ざかった。1994年から1998年までシラキュース大学に通って政治学の勉学に励んだ。
アシュビルにて死去。